# Edition Winkler-Hermaden
Die Edition Winkler-Hermaden ist ein österreichischer Verlag mit Sitz im Weinviertel in Niederösterreich. Der Verlag ist spezialisiert auf allgemeine Geschichte sowie Kultur- und Regionalgeschichte.

## Verlag
Die Edition Winkler-Hermaden publiziert Bücher zur Geschichte Österreichs, zur Geschichte Wiens, zur Region Niederösterreich, zur Region Weinviertel, zur Eisenbahngeschichte, zur Geschichte der österreichischen Bundesländer und zur österreichische Literatur. Daneben bilden Leporellos und historische Erotika feste Bestandteile des Verlagsprogramms. Die Bandbreite der Leporellos erstreckt sich von großformatigen Werken über Städte wie Wien und Linz bis hin zu Kaiser-Leporellos und kleinformatigen Ausgaben, die Themen wie Singvögel, Schmetterlinge sowie Käfer und Insekten behandeln. Auch Sammlerausgaben in limitierter Auflage werden produziert und zeichnen sich durch besondere Gestaltungsmerkmale aus. Dazu gehören hochwertige Einbandmaterialien, Goldprägungen und ein dreiseitiger Goldschnitt.

## Schwerpunkt
Der Verlag gibt Reprints historischer Werke heraus. Der Verlag hat darüber hinaus eine Anzahl von Buchreihen herausgebracht. Ein besonderer Schwerpunkt des Verlages liegt auf der Region Weinviertel mit insgesamt 54 Titeln sowie Militärgeschichte mit insgesamt 13 Titeln.

## Verleger
Ulrich Winkler-Hermaden (* 27. März 1955 in Fürstenfeld) wuchs im Schloss Kapfenstein (Südost-Steiermark) auf, studierte Publizistik und Politikwissenschaft in Graz sowie Soziologie in Wien und Berlin (MA). Er ist mit der Autorin Ulrike Winkler-Hermaden verheiratet und hat drei Töchter. 1982 begann er sich mit der Herausgabe von Büchern zu befassen, wobei ein Schwerpunkt seiner Arbeit auf geschichtlichen Werken lag. Von 1982 bis 1987 war er beim Böhlau Verlag tätig. Ab 1987 bis 2008 als Verlagsleiter (später Geschäftsführer) der Archiv Verlag GmbH, einer Tochterfirma des Archiv Verlags in Braunschweig, brachte Winkler-Hermaden Loseblattsammelwerke über alle österreichische Bundesländer heraus. Zudem veröffentlichte er Bilddokumentationen aus dem Bereich Sport. Die Edition Winkler-Hermaden wurde am 9. Januar 2009 von ihm ins Leben gerufen. Neben Spezialpublikationen hatte sich Winkler-Hermaden auch der Veröffentlichung bedeutender Werke zur österreichischen Geschichte verschrieben. Dazu gehören unter anderem Faksimileausgaben der bedeutenden Ansichtenwerke von Georg Matthäus Vischer und Matthäus Merian. 2018 wurde er mit dem Großen Ehrenzeichen des Landes Niederösterreich für sein Wirken als Verleger mit Programmschwerpunkt auf populärhistorische Themen und hochwertig ausgestatteten Büchern ausgezeichnet. Winkler-Hermaden förderte damit niederösterreichische Autoren und Autorinnen und machte damit interessante regionale Details der niederösterreichischen Landesgeschichte einem breiten Publikum zugänglich.

## Autoren
Unter anderem haben folgende Autoren in der Edition Winkler-Hermaden publiziert:
- Peter Autengruber
- Beppo Beyerl
- Ernst Bezemek
- Walter Blasi
- Christian Jostmann
- Andreas Pittler
- Martin Pollack
- Gerhard Zeillinger